# Подкилавац
Подкилавац је насељено место у саставу општине Јелење у Приморско-горанској жупанији, Република Хрватска.

## Историја
До територијалне реорганизације у Хрватској налазио се у саставу старе општине Ријека.

## Становништво
На попису становништва 2011. године, Подкилавац је имао 332 становника.

## Попис1991.
На попису становништва 1991. године, насељено место Подкилавац је имало 352 становника, следећег националног састава:
| Попис 1991.‍  | Попис 1991.‍  | Попис 1991.‍ | Попис 1991.‍ | Попис 1991.‍ |
| ------------ | ------------ | ----------- | ----------- | ----------- |
|              |              |             |             |             |
| Хрвати       | Хрвати       |             | 315         | 89,48%      |
| Југословени  | Југословени  |             | 12          | 3,40%       |
| Роми         | Роми         |             | 5           | 1,42%       |
| Мађари       | Мађари       |             | 1           | 0,28%       |
| Муслимани    | Муслимани    |             | 1           | 0,28%       |
| Словенци     | Словенци     |             | 1           | 0,28%       |
| Срби         | Срби         |             | 1           | 0,28%       |
| Црногорци    | Црногорци    |             | 1           | 0,28%       |
| остали       | остали       |             | 2           | 0,56%       |
| неопредељени | неопредељени |             | 3           | 0,85%       |
| регион. опр. | регион. опр. |             | 3           | 0,85%       |
| непознато    | непознато    |             | 7           | 1,98%       |
| укупно: 352  |              |             |             |             |